# Krajevna skupnost Ob parku
Krajevna skupnost Ob parku (krajše KS Ob parku) je bivša krajevna skupnost v Mariboru, ki je delovala med letoma 1965 in 1996. Ime je dobila po mariborskem mestnem parku ob katerem se je večjem delu nahajala. KS je deloval v okviru nekdanje Občine Maribor-Center, njen sedež je bil sprva na Mladinski ulici 19 in kasneje na Strosssmajerjevi ulici 32 v Mariboru. 

## Zgodovina
KS Ob parku je bila ustanovljena 1. 4. 1965 na podlagi odloka o ustanovitvi krajevnih skupnosti v Občini Maribor-Center. V takratnem obsegu je KS obsegala del centra mesta in mestna naselja: Ribniško selo, Vinarje in Za Kalvarijo. 11. 3. 1979 je potekal referendum o ustanovitvi novih krajevnih skuposti na območju KS Ob parku. Delovni ljudje in občani so se odločili ustanoviti novo KS Za Tremi ribniki, katere območje se je tako odcepilo od KS Ob parku. 
Ob namaraven združevanju mariborskih krajevnih skupnosti skladno Odlokom o razdelitvi Mestne občine Maribor na mestne četrti in krajevne skupnosti je KS Ob Parku na Ustavno sodišče Republike Slovenije vložila pobudo za oceno ustavnosti in zakonitosti tega odloka, vendar je bila njena pobuda zavrnjena. Tako je bila KS dokončno priključena območju novoustanovljene Mestne četrti Center.

## Geografija
Ob ustanovitvi pa do leta 1979 je meja KS je potekala z vrha Piramide do poti na Piramido do Ribniške ulice ter po Ribniški ulici, Ulici heroja Staneta, Leninovem trgu (danes Maistrov trg), Trgu svobode, Slovenski, Strossmayerjevi in Trubarjevi ulici na sever na vrh Piramide tako, da je zajela še Vinarje, Ribniško selo in Ribniško ulico.
Po razdružitvi z novoustanovljeno KS Za tremi ribniki leta 1979, je KS Ob parku obsegala naslednje območje: na vzhodu je meja potekala od Partizanske ceste po Trgu svobode in Leninovem trgu (danes Maistrov trg) proti severu po Ulici heroja Staneta do križišča s Tomšičevo ulico in ob Ribniški ulici tako, da so hišne št. Ribniška 12, 16 in 18 pripadale KS Ob parku; na zahodu je meja potekala ob prvem ribniku in proti severozahodu po grebenu tako, da so vse hišne številke urbanega naselja Za Kalvarijo pripadale KS Ob parku; nato je meja potekala po stari meji med KS Ob parku in KS Prežihov Voranc do Trubarjeve ulice; na jugu je potekala do Mladinske ulice (vključene neparne hišne št.) ter po njej do Strossmayerjeve ulice (vključene parne hišne št.) do Slovenske ulice in po njej proti vzhodu do Trga svobode.

## Prebivalstvo
Leta 1981 je imela KS 3.358 prebivalcev in leta 1991 3.386 prebivalcev.